# Bukowina Tatrzańska
Bukowina Tatrzańska – wieś podhalańska w Polsce położona w województwie małopolskim, w powiecie tatrzańskim, siedziba gminy Bukowina Tatrzańska. W latach 1975–1998 miejscowość należała do województwa nowosądeckiego.
Według danych z 31 grudnia 2012 r. sołectwo Bukowina Tatrzańska miało 2976 stałych mieszkańców.

## Położenie
Bukowina Tatrzańska leży na wysokości od 860 do ponad 1000 m n.p.m. (według innych źródeł 850–960 m n.p.m.) i jest położona na Pogórzu Spisko-Gubałowskim – na trasie z Poronina do Łysej Polany.

## Części wsi

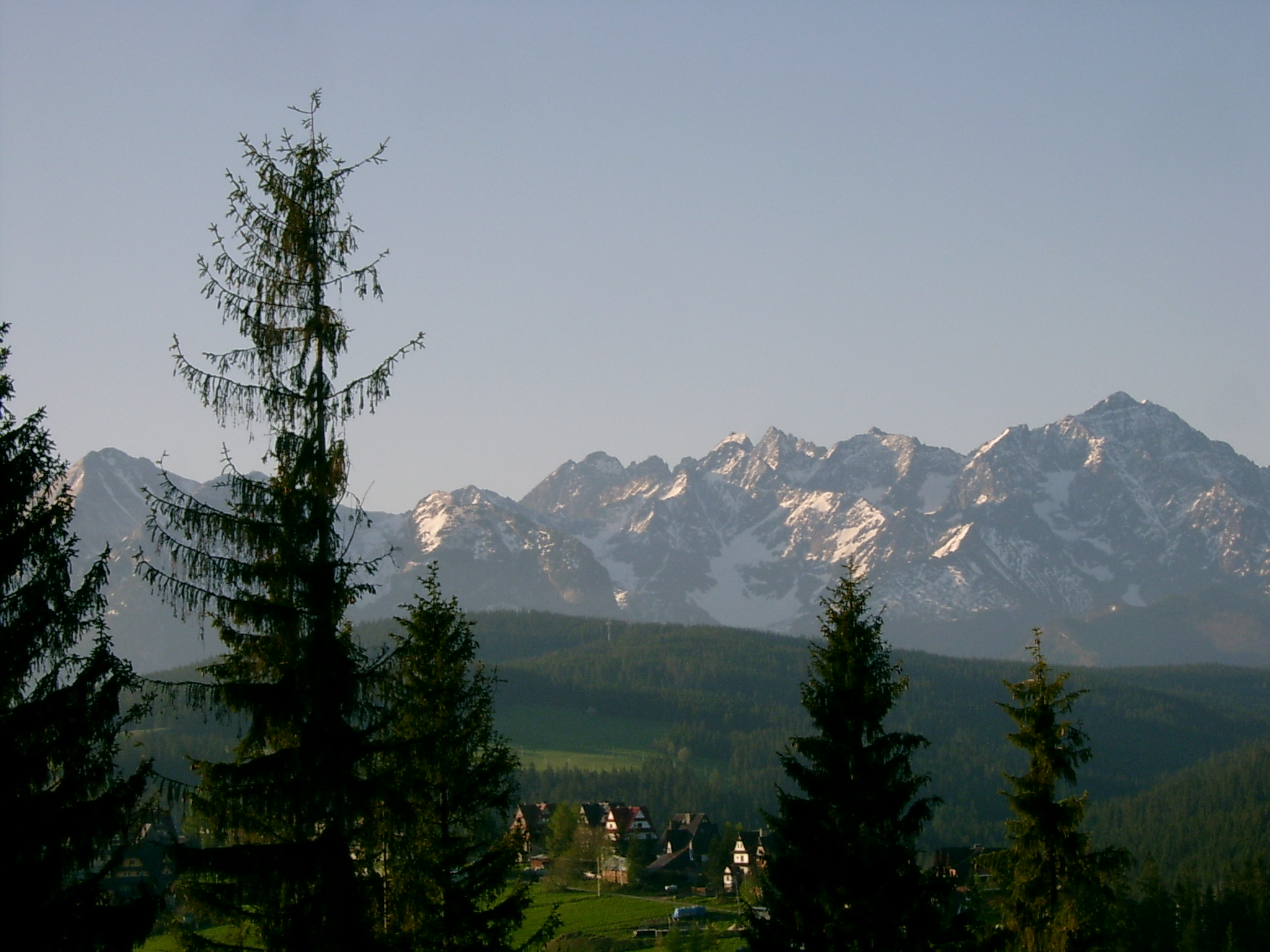
Widok na Tatry z Bukowiny Tatrzańskiej

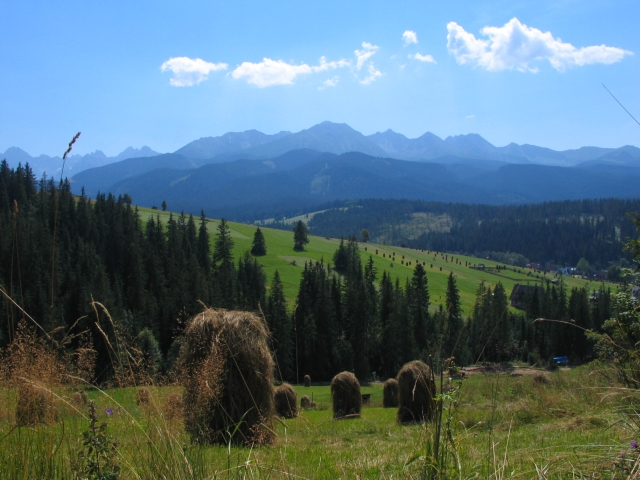
Tatry – panorama z Tarasówki k. Bukowiny Tatrzańskiej

| SIMC    | Nazwa             | Rodzaj    |
| ------- | ----------------- | --------- |
| 1052393 | Bieńkowski Wierch | część wsi |
| 0418538 | Olczański Wierch  | część wsi |
| 1052625 | Olszówka          | część wsi |
| 0418509 | Wierch Kurucowy   | część wsi |

## Historia
Pierwsze wzmianki na temat Bukowiny pochodzą z XVII wieku. 12 sierpnia 1698 roku król August II  potwierdził (...) Wawrzyńcowi i Michałowi Kurtkom ze wsi Bukowiny posiadanie polany Głodówka, sięgającej aż do rzeki Poronin  [t.j. Poroniec] i drugiej polany Rusinowskiej, w górach tatrzańskich wykarczowanej.
Na mocy zarządzenia Ministra Spraw Wewnętrznych z 18 kwietnia 1939 r. nazwa wsi została zmieniona z dotychczasowej formy Bukowina na Bukowina Tatrzańska.

## Turystyka
W dwudziestoleciu międzywojennym następuje przekształcenie wsi z rolniczo-pasterskiej w wieś turystyczną. Obecnie Bukowina jest dużym ośrodkiem turystyczno-wypoczynkowym. Znajduje się tam rozbudowana baza noclegowa, stacja sportów zimowych, liczne małe wyciągi narciarskie, w tym popularny ośrodek Olczański Wierch ze Stacją Turnia, dysponującą wyciągiem krzesełkowym. W grudniu 2008 otwarto kompleks rekreacyjny Termy Bukovina, natomiast na początku roku 2009 oddano do użytku Stację Narciarską Rusiń-ski (6-osobowa kolej fimy Bartholet, długość 1150 m, różnica wysokości 170 m, zdolność przewozowa 2790 osób na godzinę; 4 osobowa kolej firmy Von Roll, długość: 700 m, różnica wysokości: 124 m, zdolność przewozowa: 2400 osób na godzinę oraz 2 wyciągi orczykowe i jeden taśmowy dla dzieci).

## Zabytki
Obiekty wpisane do rejestru zabytków nieruchomych województwa małopolskiego.
- Kościół pw. Najświętszego Serca Jezusowego;
- Dom Ludowy;
- zagroda nr 60;
- otoczenie Domu Ludowego, ul. T. Kościuszki.

## Kultura
W miejscowości znajduje się szereg drewnianych pensjonatów z okresu międzywojennego, wybudowanych w stylu inspirowanym stylem witkiewiczowskim (inaczej w stylu zakopiańskim). Budynek Domu Ludowego to jedna z największych w Polsce budowli drewnianych. Corocznie odbywa się w nim festiwal Sabałowe Bajania. W latach międzywojennych Bukowina była miejscem plenerów malarskich, które organizował Roman Gineyko.